# 안드리 보로닌
안드리 빅토로비치 보로닌(우크라이나어: Андрій Вікторович Воронін, 영어: Andriy Viktorovych Voronin, 1979년 7월 21일, 우크라이나 소비에트 사회주의 공화국 오데사 ~ )은 우크라이나의 전 축구 선수이다. 그는 현역 시절에 주로 공격수로 활약했지만, 윙어와 플레이메이커도 소화하였다.
보로닌은 선수 경력의 초반을 거의 독일에서 뛰었으며 잉글랜드의 리버풀 FC와 러시아의 FC 디나모 모스크바로 이적한 뒤에도 독일로 임대되어서 뛴 적이 있다.